# Медівник гологоловий
Медівни́к сивоголовий (Philemon corniculatus) — вид горобцеподібних птахів родини медолюбових (Meliphagidae). Мешкає в Австралії та Новій Гвінеї. Його найближчим родичем є сивоголовий медівник.

## Опис
Довжина птаха становить 31-36 см. Верхня частина тіла коричнево-сіра, нижня частина тіла світло-коричнювато-сіра. Голова чорна, майже повністю лиса, за винятком кількох жмутиків пір'я на підборідді та бровах. Хвіст довгий, на кінці білий. На чорному дзьобі невеликий гребінь. Лапи темно-синьо-чорні, очі червоні. Гологоловому медівнику притаманний гучний, хриплий, каркаючий голос.

## Підвиди
Виділяють два підвиди:
- P. c. corniculatus (Latham, 1790) — південь Нової Гвінеї і північний схід Австралії;
- P. c. monachus (Latham, 1801) — схід і південний схід Австралії.

## Поширення і екологія
В Австралії гологолові медвники поширені від півострова Кейп-Йорк до озера Ентранс і долини річки Муррей у штаті Вікторія. Також гологолові медівники мешкають на півдні Новій Гвінеї, у саванах та луках Транс-Флаю. Вони живуть в сухих тропічних і субтропічних лісах, в саванах, а також у вологих тропічних лісах, мангрових лісах, чагарникових заростях, на полях, в парках і садах. Популяції південної Австралії взимку мігрують на північ і повертаються додому навесні.

## Поведінка
Гологолові медівники живляться нектаром, комахами і плодами. Сезон розмноження триває з липня по січень. За сезон може вилупитися два виводки. Гніздо глибоке, чашоподібне, підвішується на горизонтальній гілці на висоті 1-3 м над землею. В кладці 2-4 яйця розміром 22×33 мм. Вони мають жовтий або рожевуватий колір і поцятковані рожевувато-коричневими або пурпуровими плямками.

## Галерея

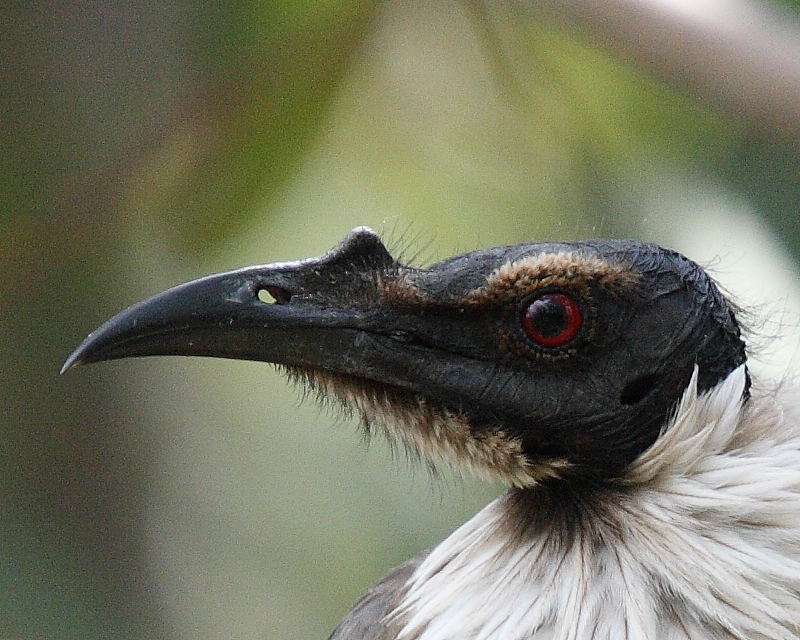
Голова гологолового медівника
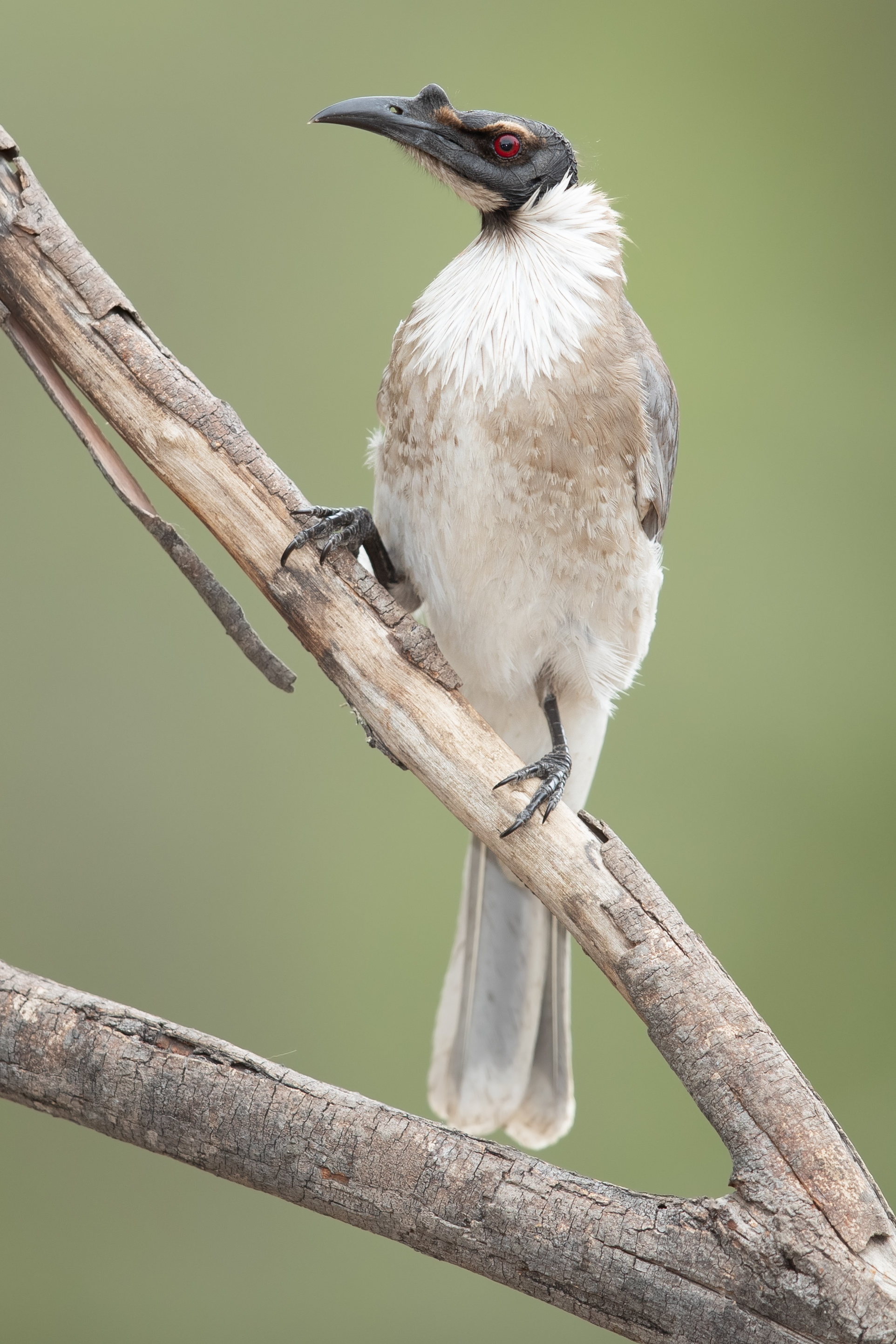
Гологоловий медівник
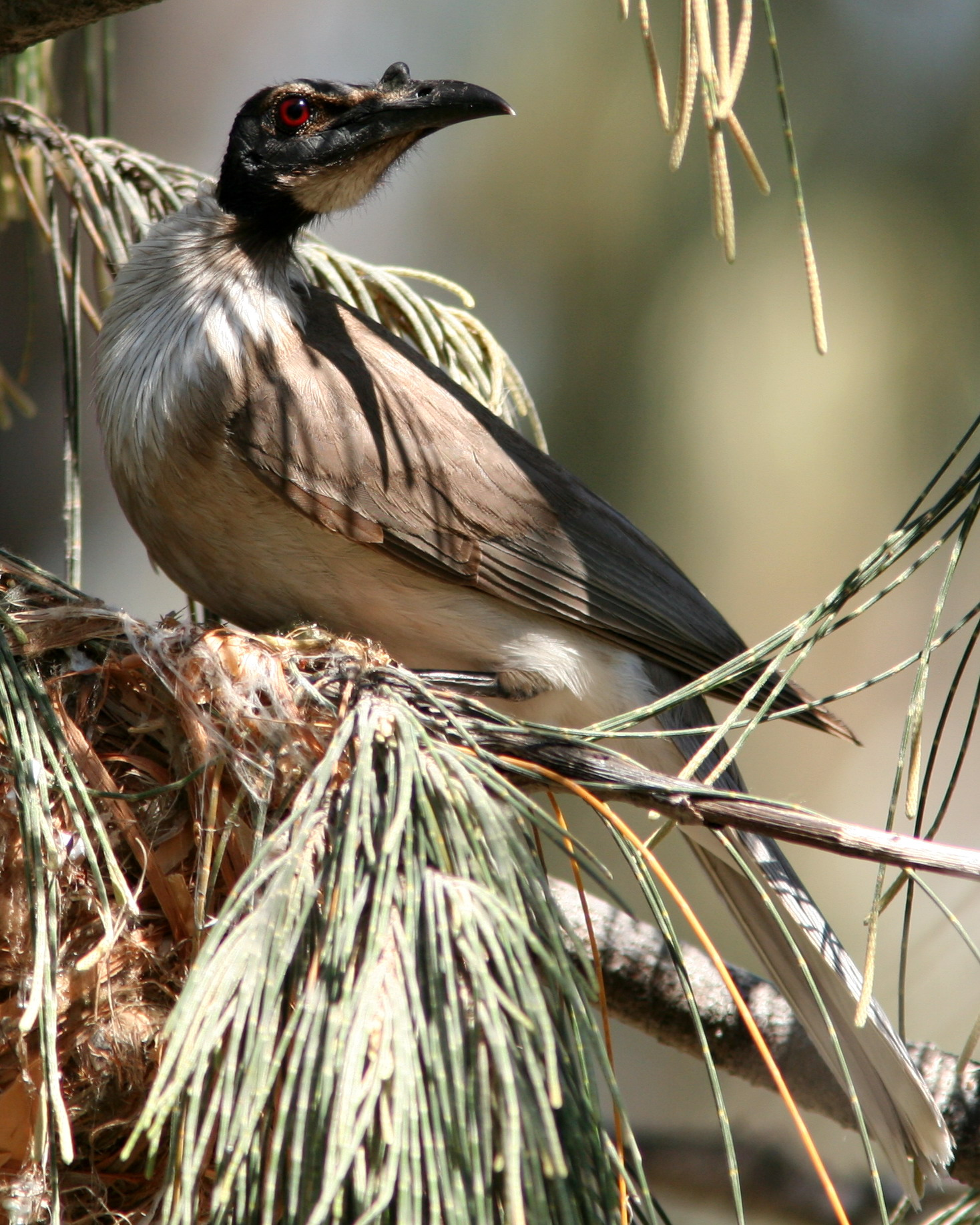
Дорослий птах на гнізді
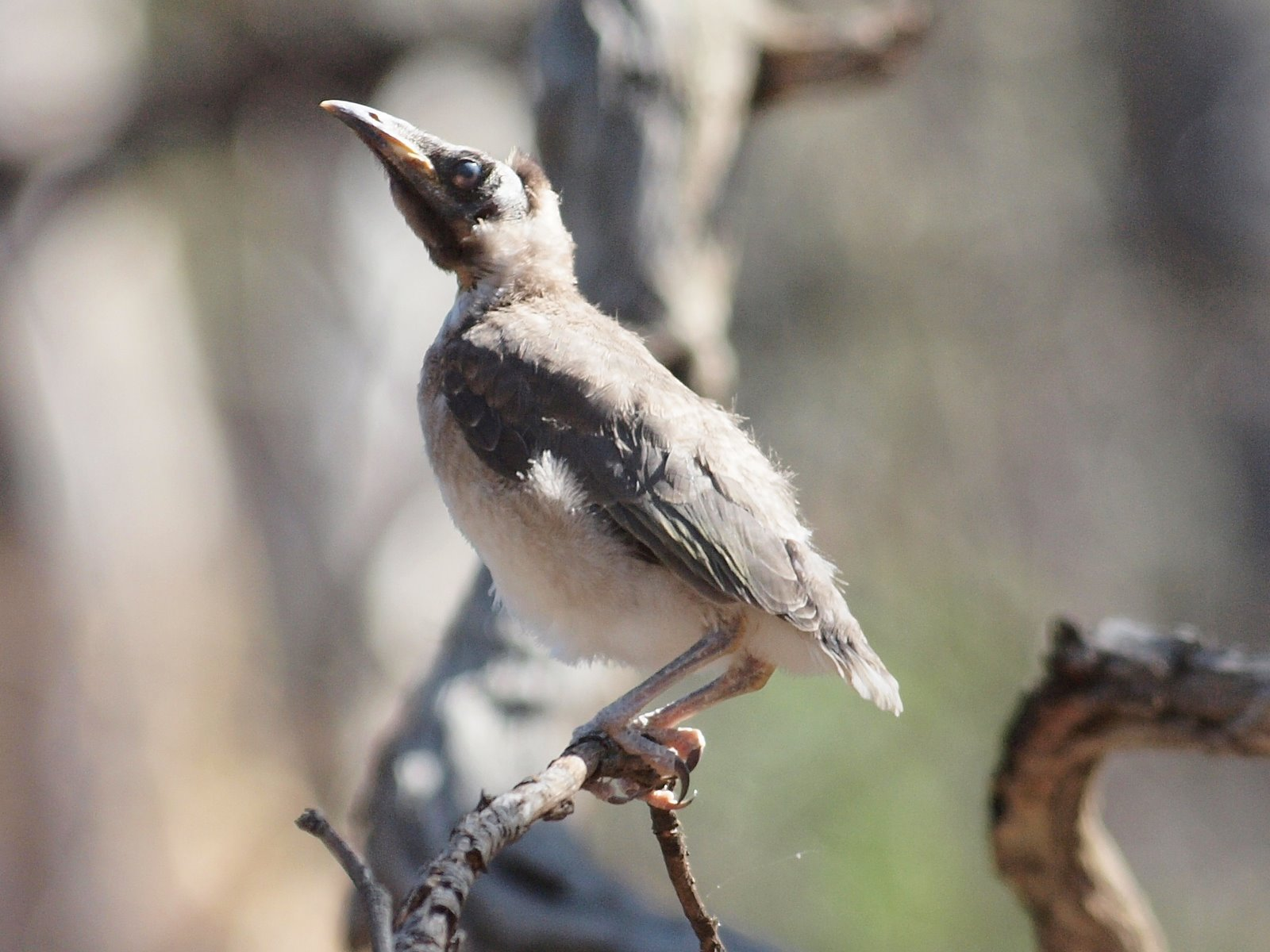
Молодий птах
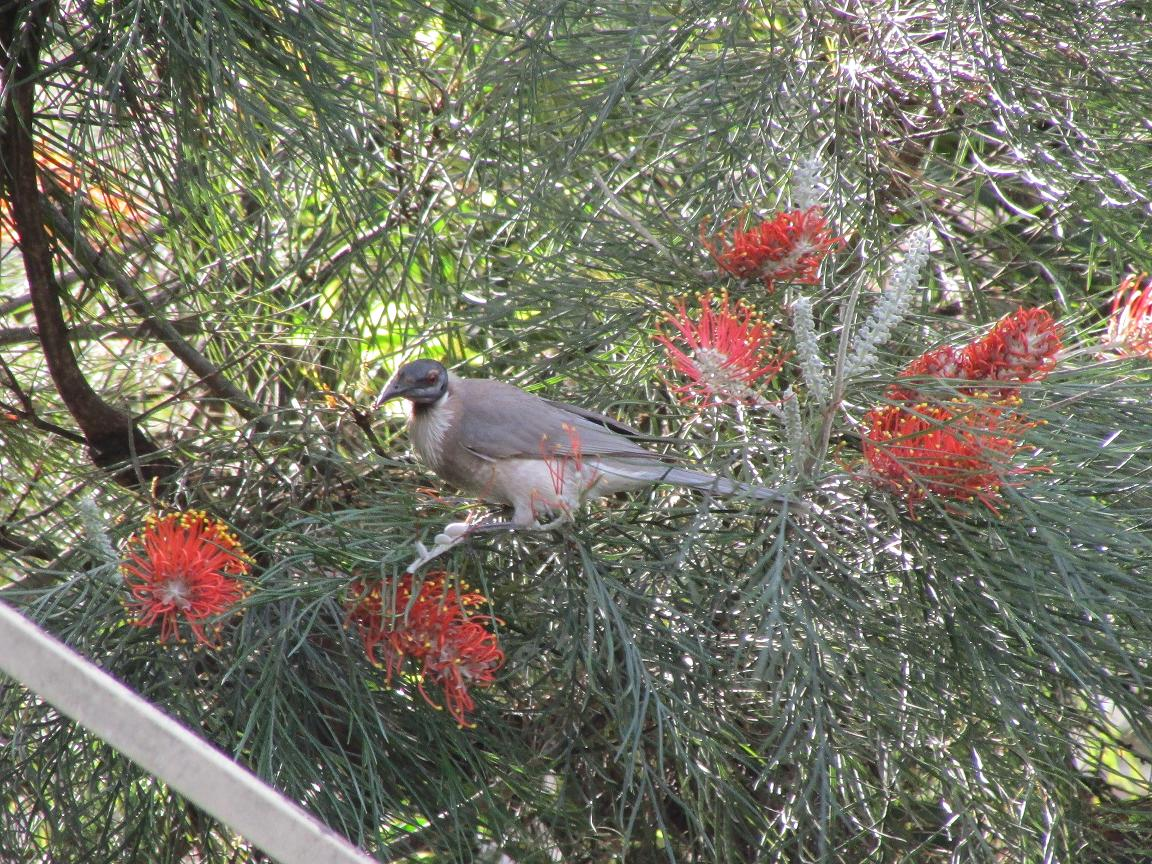
Гологоловий медівник